# Лесная лягушка
Лесная лягушка (лат. Lithobates sylvaticus) — вид настоящих лягушек, обитающий в Северной Америке на территории Канады и США, где населяет вечнозелёные и бореальные леса и кустарниковые тундры. Является самым северным американским земноводным. Благодаря способности повышать содержание глюкозы в крови, могут переносить кратковременную заморозку. Взрослые особи в среднем достигают 3,5—7 см. Самки крупнее самцов. Лягушки окрашены в разнообразные коричневые тона, как правило без пятен. Через глаз проходит тёмная полоса. Размножается в апреле и первой половине мая.

## Описание

### Взрослые особи
Лягушка средних размеров. Длина тела взрослой особи обычно достигает 3,5—7 см. Максимальная известная длина — 8,25 см. Наибольших размеров достигает в южных Аппалачах (Северная Каролина и Джорджия) и на востоке США, а наименьших — в районе Верхнего и Нижнего полуостровов Мичигана, а также северо-восточных районов Висконсина и Канадских прерий. В Мэриленде и Виргинии лягушки, обитающие на низменностях, мельче горных. Наблюдается половой диморфизм — самки крупнее самцов.
От глаз по бокам спины проходят кожные складки, которые в северных популяциях светлее и менее выражены. У самцов имеются парные внутренние резонаторы, а во время сезона размножения появляются брачные мозоли, помогающие удерживать самку. В целом по своему строению похожа на других представителей рода, но отличается большими глазами и чётко треугольной мордой.
Окраска спины от жёлто-коричневая до тёмно-коричневой. Пятен, как правило, нет. От конца морды через глаз до оснований передних лап проходит тёмная полоса. Вдоль верхней губы от уровня глаза до угла челюсти проходит светлая полоса. На верхней поверхности задних ног могут быть 2—4 тёмных поперечных полос. Брюхо белое или серовато-белое, иногда с жёлтым или зелёным оттенком. Окраска может меняться со временем. Так, сразу после выхода из зимовки лягушки обычно очень тёмные, иногда почти чёрные. Считается, что это позволяет лягушкам сливаться с тёмной водой небольших водоёмов, в которых происходит размножение. На свету же лесные лягушки светлеют в течение нескольких часов.

### Головастики
Головастики средних размеров, общей длиной до 6,6 см, но обычно меньше. Общий фон от тёмно-серого до коричневого. Хвостовая складка без полос. На верхней губе белая, кремовая или золотая полоса, напоминающая усы. Брюхо светлое, иногда со слегка окрашенными боками, но внутренние органы никогда не виды. Известны случаи альбинизма и лейкизма. Ротовой диск с 3 рядами зубов на верхней губе и 4 — на нижней, при этом второй и третий ряды зубов на верхней губе прерывистые.

### Икра

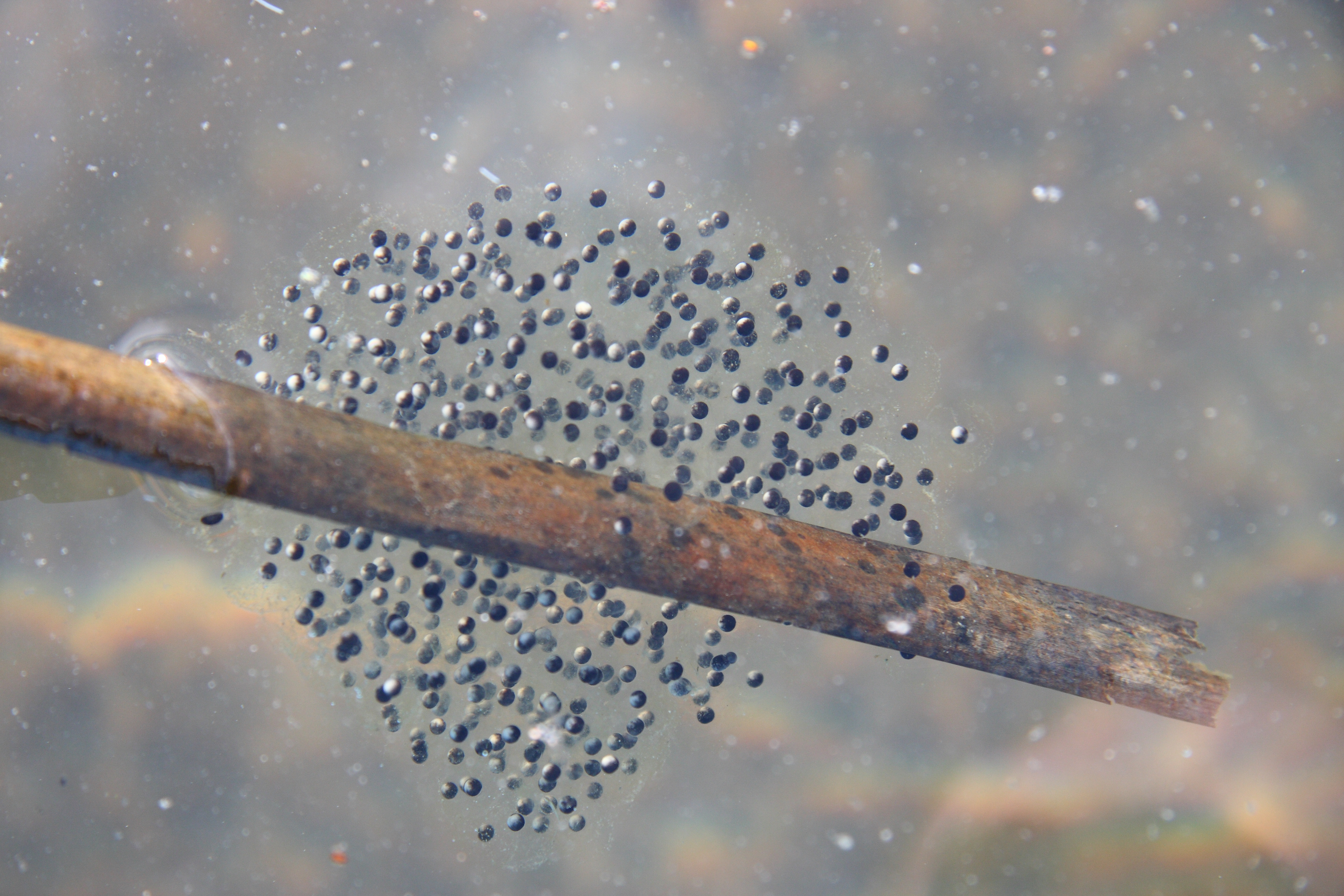
Двухцветные икринки

Яйца от 1,5 до 3,3 мм в диаметре, двухцветные: сверху чёрные, снизу белые. Внутренняя оболочка яйца плохо различима и достигает 3—7,2 мм в толщину, а внешняя различима хорошо и достигает 4.3—17.3 мм. Размер яиц увеличивается в направлении с севера на юг. Яйца откладываются в виде плотных желеобразных скоплений 3,8—10 см в диаметре и до 15,2 см длиной, как правило от голубоватого до молочно-белого цвета.

## Распространение
Обитает в Северной Америке на территории Канады и США. Встречается от Аляски до Лабрадора, на юг доходит до Нью-Джерси, северной Джорджии и северного Айдахо. Имеются изолированные популяции в Арканзасе, Миссури и северном Колорадо в районе Скалистых гор. Является самым северным видом земноводных на континенте. Встречаются также на некоторых островах устья реки Святого Лаврентия, залива Джеймс, залива Святого Лаврентия, Джорджиан-Бей и на островах Апосл, островах Кейп-Бретон, Айл-Ройал, Лонг-Айленд и острове Принца Эдуарда.
Интродуцированы на Ньюфаундленд в 1960-х годах.
В ископаемом виде известна из плиоцена Небраски и плейстоцена Индианы, Канзаса, Мэриленда, Небраски, Пенсильвании, Теннесси и Западной Виргинии.

## Образ жизни

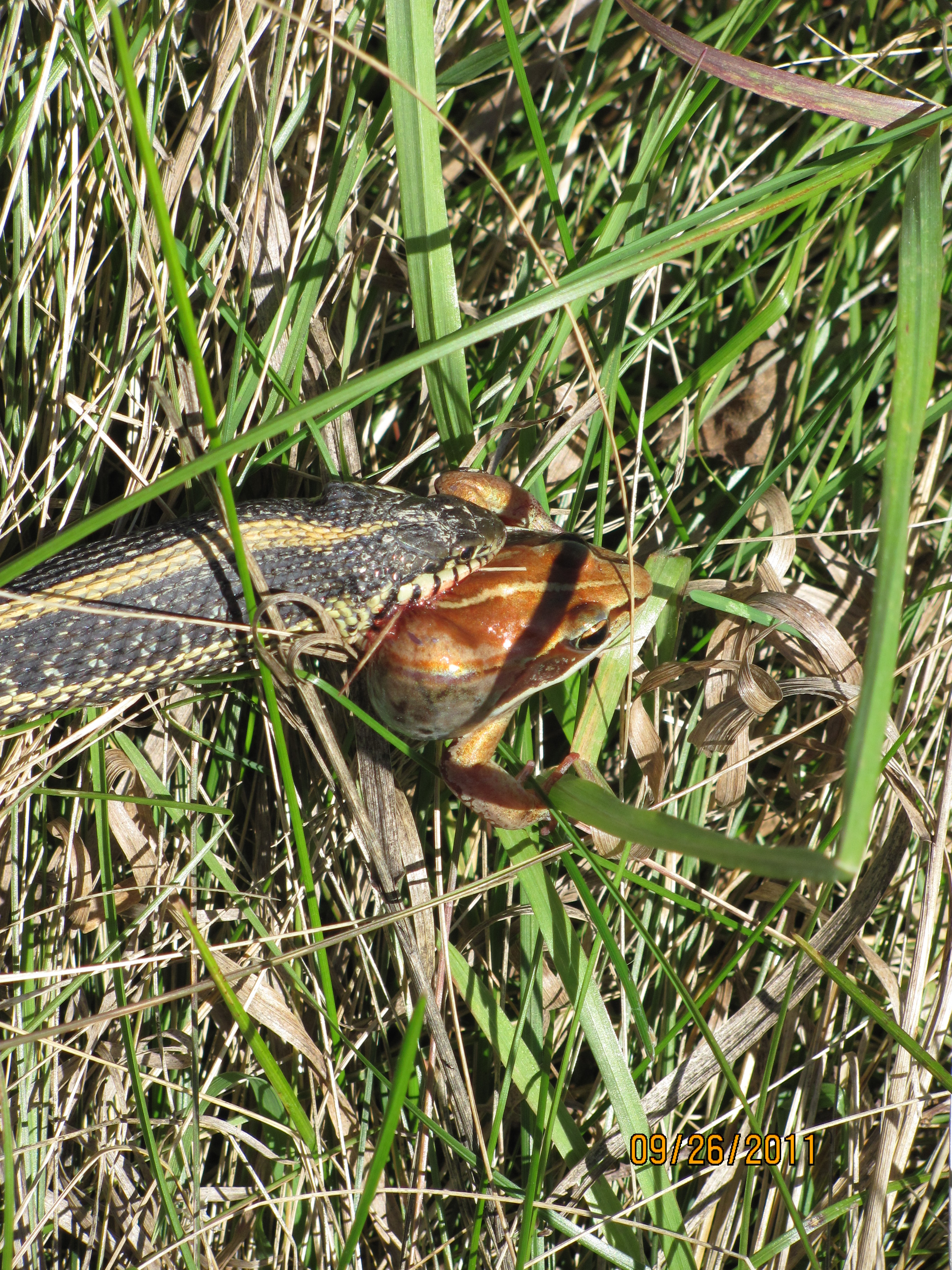
Обыкновенная подвязочная змея поедает лесную лягушку

Населяет вечнозелёные и бореальные леса с закрытым пологом, предпочитая лиственные леса. На Аляске чаще встречаются в кустарниковой тундре вдали от лесов. Избегает местообитаний симпатричной леопардовой лягушки. Предпочитает влажные почвы, в то время как их кислотность не имеет значения.
Размер индивидуальных участков, на которых остается всё лето, в среднем составляет 69,5—72,3 м.
Активна днём или ночью в зависимости от температуры, времени года и широты. В Миннесоте она наиболее активна в середине утра и поздним вечером. Утром её активность обратно пропорциональна влажности. Ночью или в пасмурную погоду охотится в основном на открытых участках, а днём и в ясную погоду уходит обратно в лес.
Зимует на суше, при этом забирается под брёвна, зарывается в лесную подстилку или в почву. Важную роль при этом играет количество выпавшего снега, оберегающего лягушек от заморозков. С другой стороны, из-за высокого снежного покрова выход из зимовки может откладываться. Кроме того, лесные лягушки могут выживать в течение 8 дней, будучи полностью замороженными при температуре до −2,5 °C, повышая содержание глюкозы в крови и используя её как криопротектор. Осенью содержание глюкозы в крови лягушек достигает максимальных значений, и в этом случае лягушки способны выжить после двухнедельной заморозки до −5 °C.
Несмотря на то, что лесные лягушки являются обитателями территорий с холодным климатом, взрослые особи могут терпеть повышение температуры до 35—36 °C, сеголетки — до 37—38,5 °C, а головастики — до 40 °C.

## Размножение и развитие
В умеренном климате приступает к размножению раньше всех других видов лягушек. На Аляске размножение в течение 12 лет начиналось между апрелем и 18 мая. В течение трёх дней, непосредственно предшествующих началу размножения, средняя суточная температура составляет 6,1 °C. У истоков реки Миссисипи она размножается в прудах на холмах, а затем расселяется на низинные болота. Сюда же приходят сеголетки. Самка откладывает до 3000—4000 яиц.
Молодые лягушки предпочитают более влажные места, чем старые. Рост этих земноводных особенно интенсивен в молодом возрасте и почти прекращается в период полового созревания. В период размножения рост останавливается. Темп его также замедляется при понижении температуры и недостатке пищи.

Жизненный цикл лесной лягушки
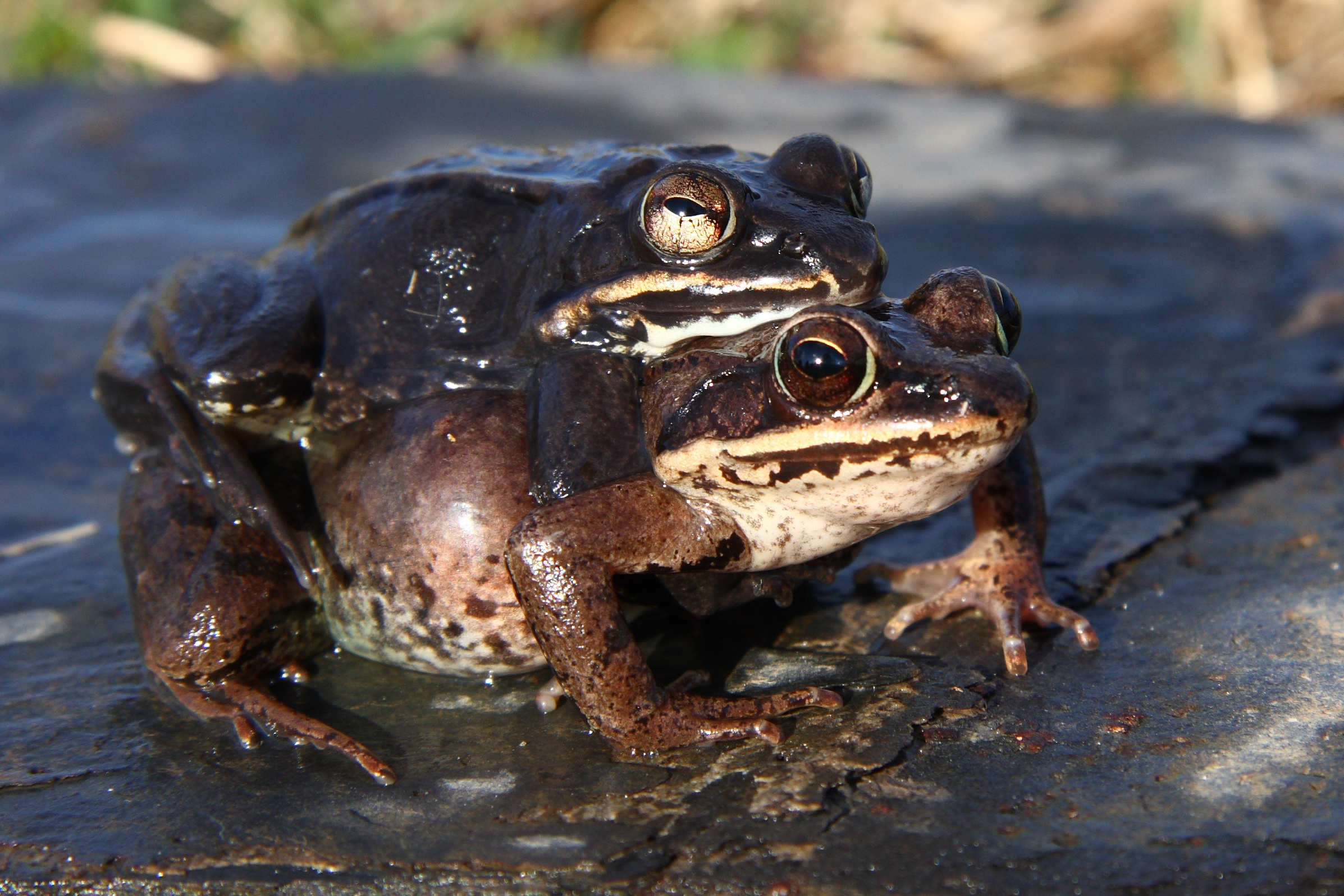
Амплексус
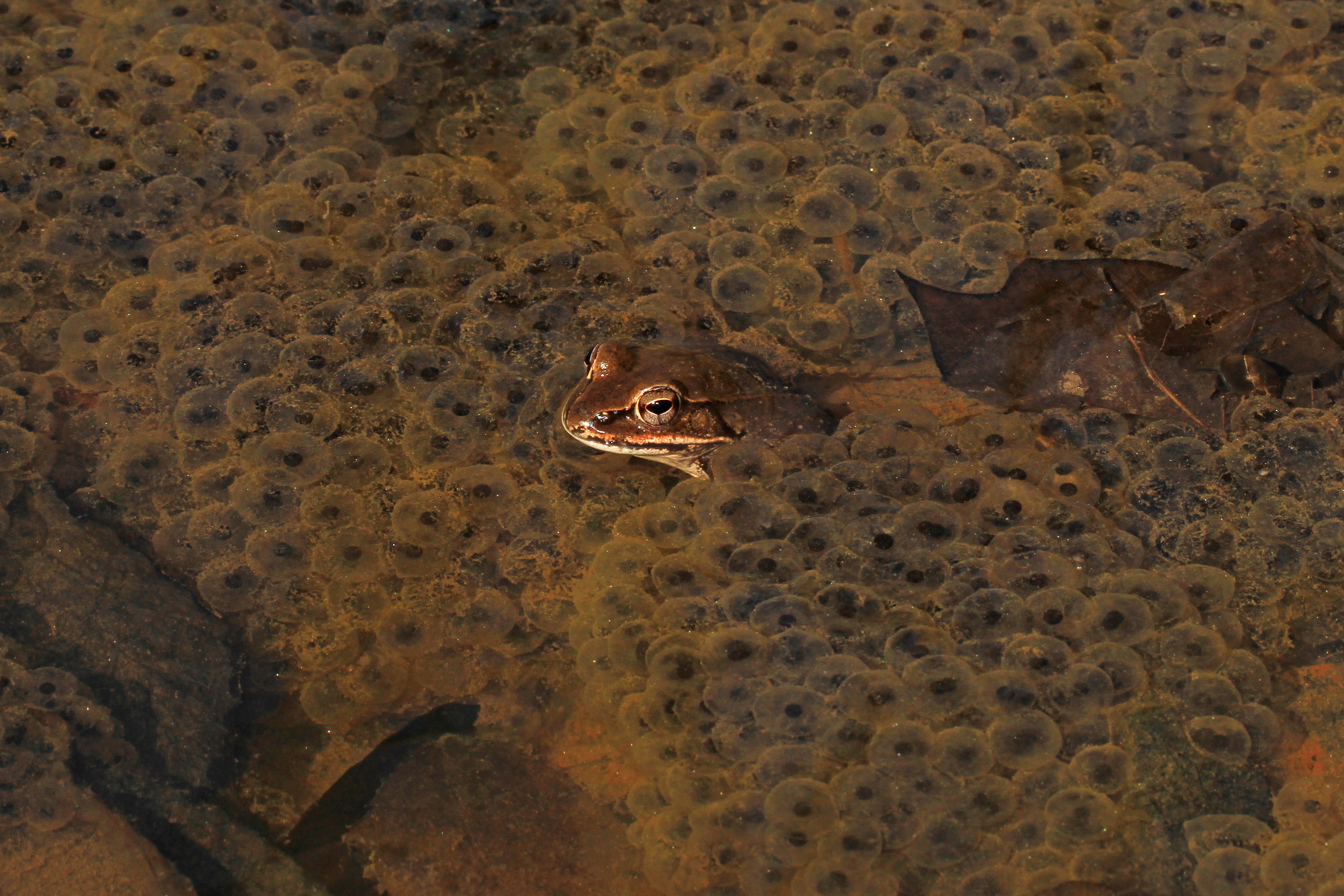
Лягушка среди кладок
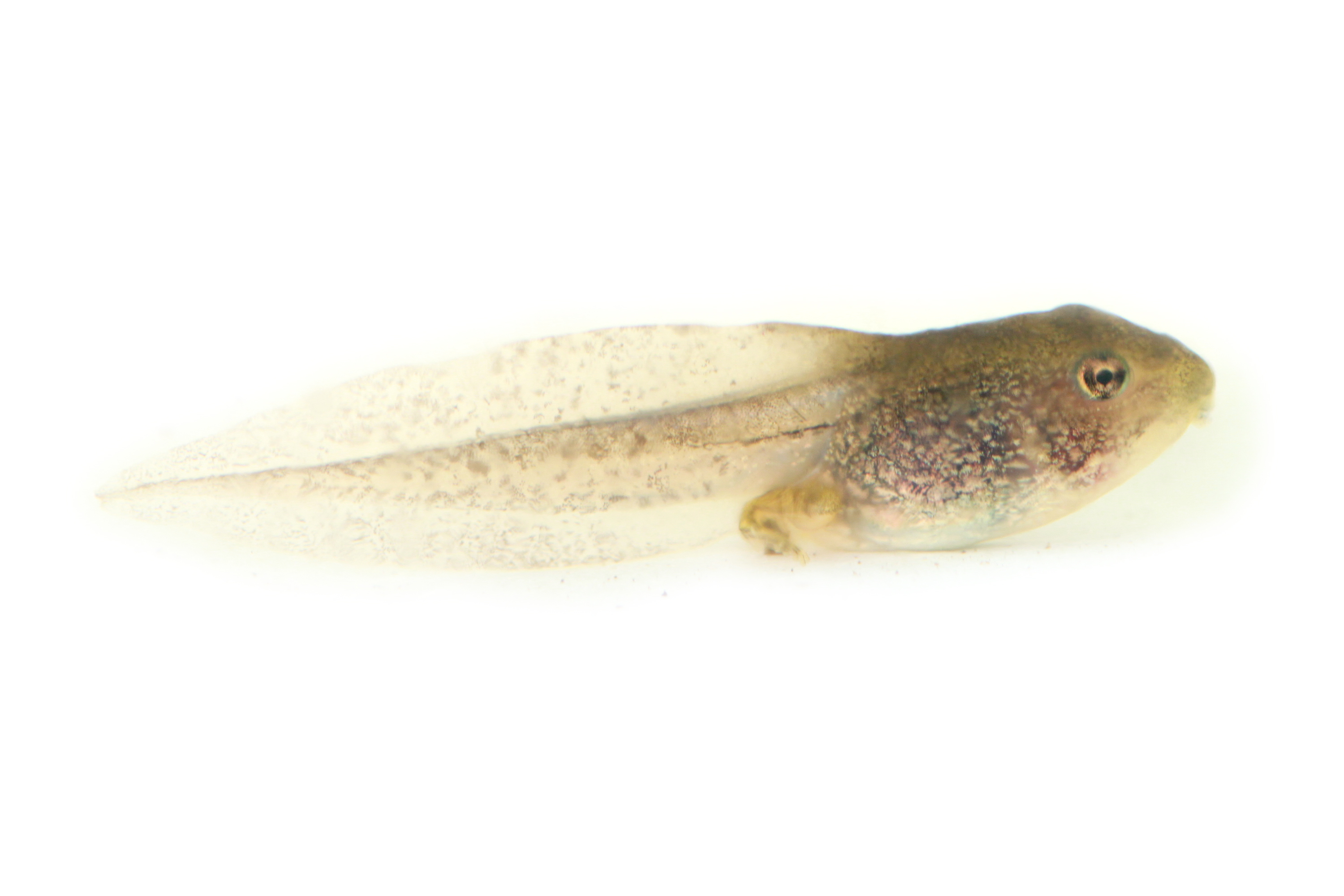
Головастик
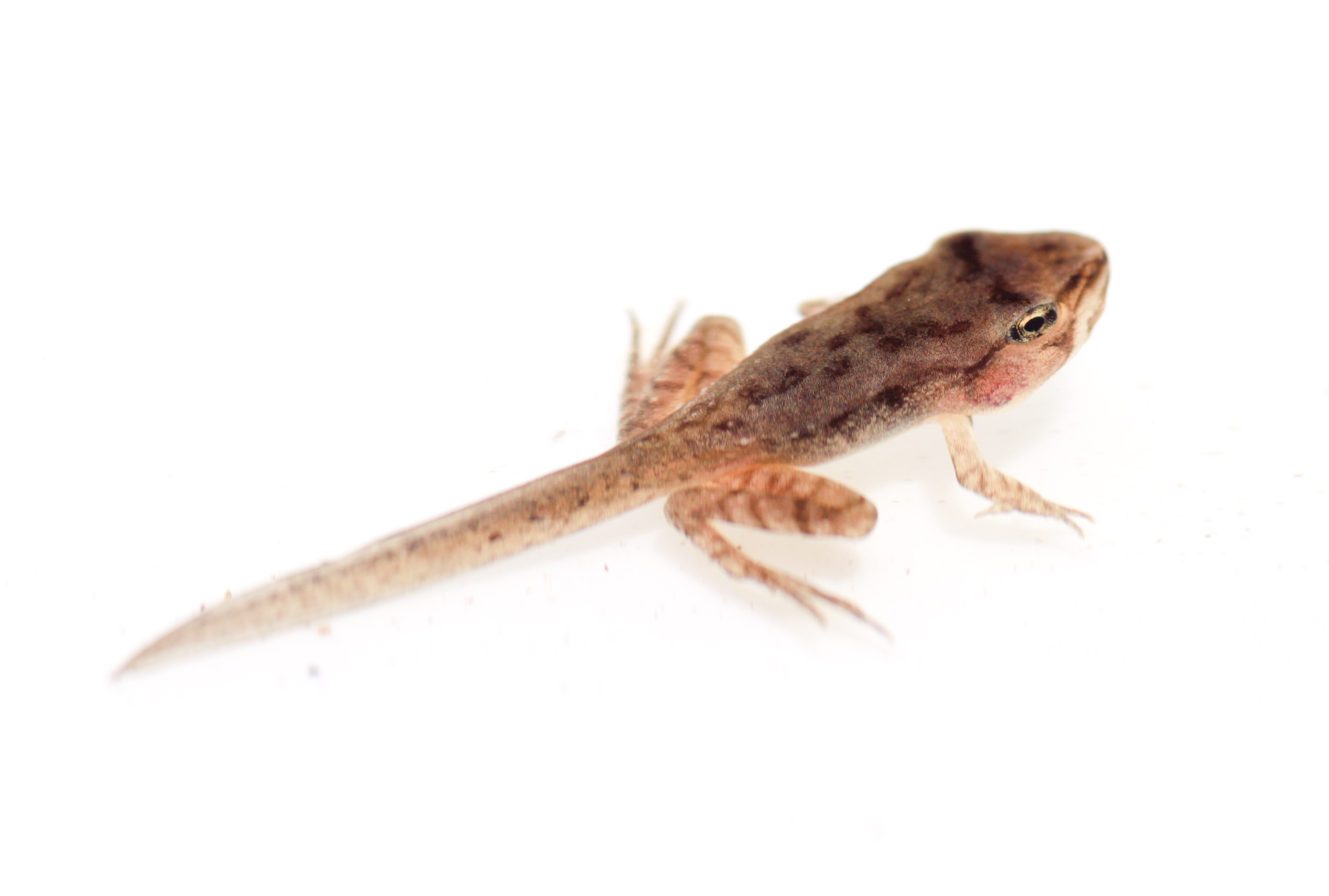
Головастик перед метаморфозом
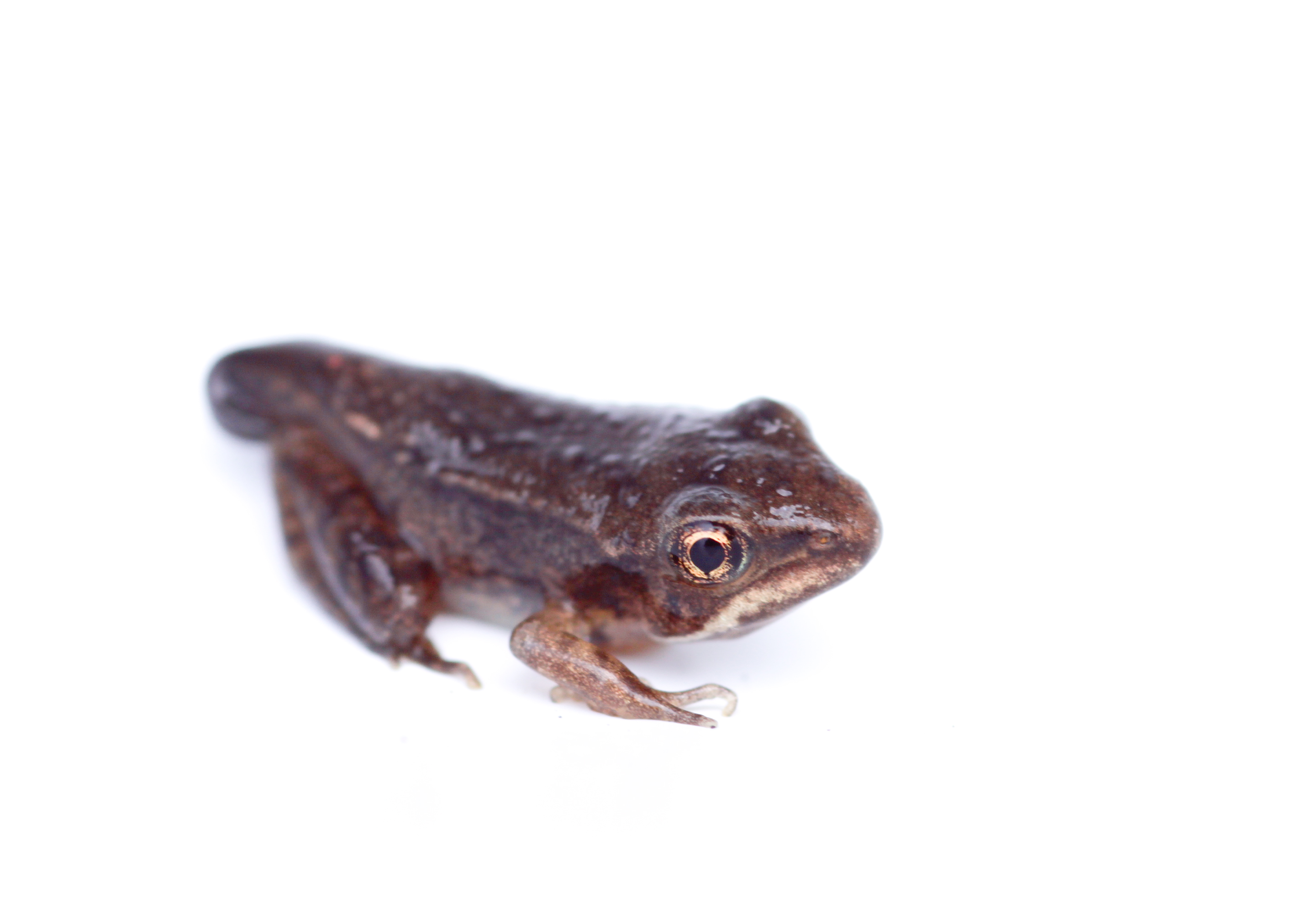
Метаморф
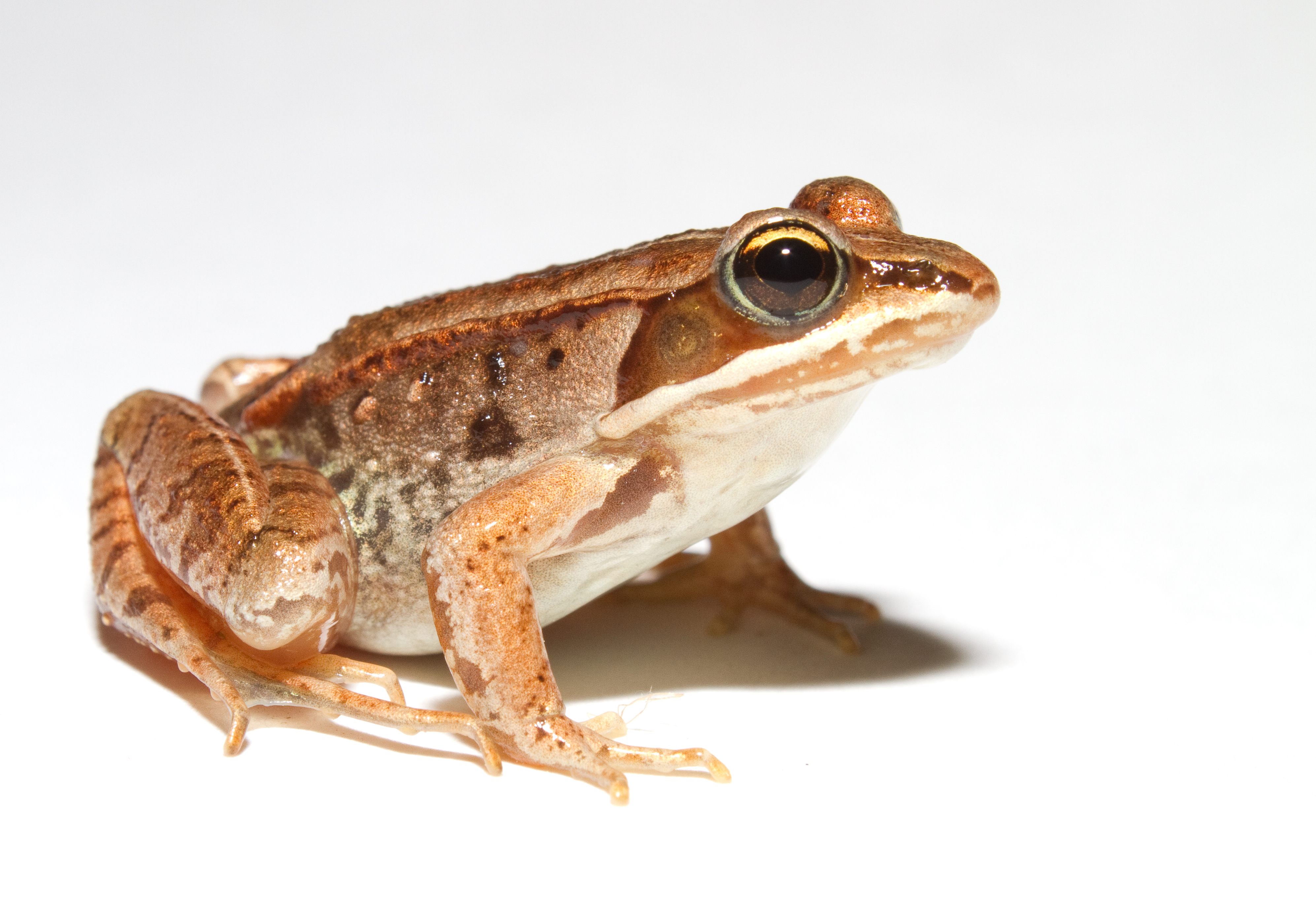
Взрослая лягушка

## Численность и охранный статус
Широко распространённый обильный вид, отнесённый Международным союзом охраны природы к «вызывающим наименьшие опасения». Вместе с тем, вид может испытывать локальное снижение численности в местах вырубки леса. Вид используется как биоиндикатор: по его численности судят о состоянии лесов.